# Neja Dvornik
Neja Dvornik (Slovenj Gradec, 6 gennaio 2001) è una sciatrice alpina slovena.

## Biografia
Attiva in gare FIS dall'agosto del 2017, la Dvornik ha esordito in Coppa Europa l'11 gennaio 2018 a Innerkrems in supergigante (80ª), in Coppa del Mondo il 29 dicembre 2017 a Lienz in slalom gigante, senza completare la prova, e ai Campionati mondiali a Åre 2019, dove si è classificata 34ª nello slalom gigante e non ha completato lo slalom speciale. Ai Mondiali juniores di Narvik 2020 ha vinto la medaglia d'argento nello slalom gigante e ai Mondiali di Cortina d'Ampezzo 2021 si è piazzata 21ª nello slalom gigante, non ha completato lo slalom speciale e non si è qualificata per la finale nello slalom parallelo; ai Mondiali juniores di Bansko 2021 ha vinto la medaglia di bronzo nello slalom gigante. L'anno dopo ai XXIV Giochi olimpici invernali di Pechino 2022, sua prima presenza olimpica, non ha completato lo slalom speciale; il 12 febbraio 2022 ha conquistato a Maribor in slalom gigante il primo podio in Coppa Europa (2ª) e ai Mondiali di Courchevel/Méribel 2023 è stata 27ª nello slalom gigante, 21ª nello slalom speciale, 13ª nella gara a squadre e non si è qualificata per la finale nel parallelo. Ai Mondiali di Saalbach-Hinterglemm 2025 si è classificata 21ª nello slalom gigante e non ha completato lo slalom speciale.

## Palmarès

### Mondiali juniores
- 2 medaglie:
  - 1 argento (slalom gigante a Narvik 2020)
  - 1 bronzo (slalom gigante a Bansko 2021)

### Coppa del Mondo
- Miglior piazzamento in classifica generale: 33ª nel 2025

### Coppa Europa
- Miglior piazzamento in classifica generale: 16ª nel 2021
- 2 podi:
  - 1 secondo posto
  - 1 terzo posto

### Australia New Zealand Cup
- Miglior piazzamento in classifica generale: 4ª nel 2019
- Vincitrice della classifica di slalom speciale nel 2019
- 3 podi:
  - 1 vittoria
  - 1 secondo posto
  - 1 terzo posto

#### Australia New Zealand Cup - vittorie
| Data           | Località     | Paese     | Specialità |
| -------------- | ------------ | --------- | ---------- |
| 24 agosto 2018 | Mount Hotham | Australia | SL         |

Legenda:

SL = slalom speciale

### Far East Cup
- Miglior piazzamento in classifica generale: 7ª nel 2018
- 5 podi:
  - 1 vittoria
  - 2 secondi posti
  - 2 terzi posti

#### Far East Cup - vittorie
| Data             | Località | Paese | Specialità |
| ---------------- | -------- | ----- | ---------- |
| 13 dicembre 2017 | Songhua  | Cina  | SL         |

Legenda:

SL = slalom speciale

### Campionati sloveni
- 14 medaglie:
  - 7 ori (supergigante, combinata nel 2018; slalom gigante, slalom speciale nel 2019; supergigante, combinata nel 2021; slalom gigante nel 2023)
  - 6 argenti (discesa libera nel 2018; discesa libera nel 2021; discesa libera, supergigante,  combinata nel 2023; slalom speciale nel 2024)
  - 1 bronzo (slalom gigante nel 2021)